# Gournay-en-Bray
Gournay-en-Bray je francouzská obec v departementu Seine-Maritime v regionu Normandie. V roce 2009 zde žilo 6 386obyvatel. Je centrem kantonu Gournay-en-Bray.